# Pietro Vimercati
Pietro Vimercati (Milano, 20 settembre 1779 – Genova, 26 luglio 1850) è stato un mandolinista e compositore italiano.
Nato e cresciuto nella nota bottega degli strumenti del padre, Gaspare Vimercati, nel quartiere Dogana vicino al Duomo di Milano, probabilmente fu introdotto alla musica dal padre e nel 1802 fu violinista alla Scala con il fratello Carlo. Intorno al 1808 iniziò la carriera solista come mandolinista, ottenendo subito consensi nei più prestigiosi teatri italiani. Apparve regolarmente a Milano e nell'aprile 1814 eseguì un concerto per mandolino di Simone Mayr al Teatro Carcano. Nelle sue tournée in Italia e in Europa si esibì spesso con la moglie, il contralto Maria Rossetti, che sposò nel 1814. Nella sua prima tournée europea nel 1820 si esibì con grande successo a Monaco, nei teatri della Kärtnertor e Hofoper a Vienna, a Praga, dove conosce il violinista Charles Lafont, ea Berlino, Breslavia, Stoccolma, Parigi (con Hummel al pianoforte), Londra e Weimar. Ritornò in Italia nel 1822.
Alla morte della prima moglie nel 1831 Vimercati sposò il contralto Caterina Bianchi. Tra il 1831 e il 1834 intraprese un'altra tournée italiana, e successivamente apparve a Darmstadt (1835) e Berlino (1836), dove suonò la parte del mandolino nel Don Giovanni all'Hofoper. L'anno successivo fu a Helsinki e San Pietroburgo, e nel 1838 a Riga. Nel 1843 tornò in Italia ma, deluso dalla situazione musicale milanese, annunciò in un'intervista alla Gazzetta Musicale di Milano la sua intenzione di recarsi a Londra. Nel 1844 fu di nuovo a Vienna e l'anno successivo a Olmütz (ora Olomouc). Tenne il suo ultimo concerto al Palazzo Ducale di Genova il 5 luglio 1850.
Tutte le composizioni di Vimercati, tranne un breve autografo di un Sovenir, sono andate perdute. I programmi dei concerti rivelano che scrisse variazioni e pot-pourri per mandolino su temi di opere di Paisiello e Rossini, oltre a opere originali tra cui un concerto che eseguì a Parma nel 1834.